# منتخب قطر لكرة الطائرة
منتخب قطر لكرة الطائرة هو ممثل قطر الرسمي في رياضة كرة الطائرة، سواء في البطولات الرسمية أو الودية.